# Giovanni Porta

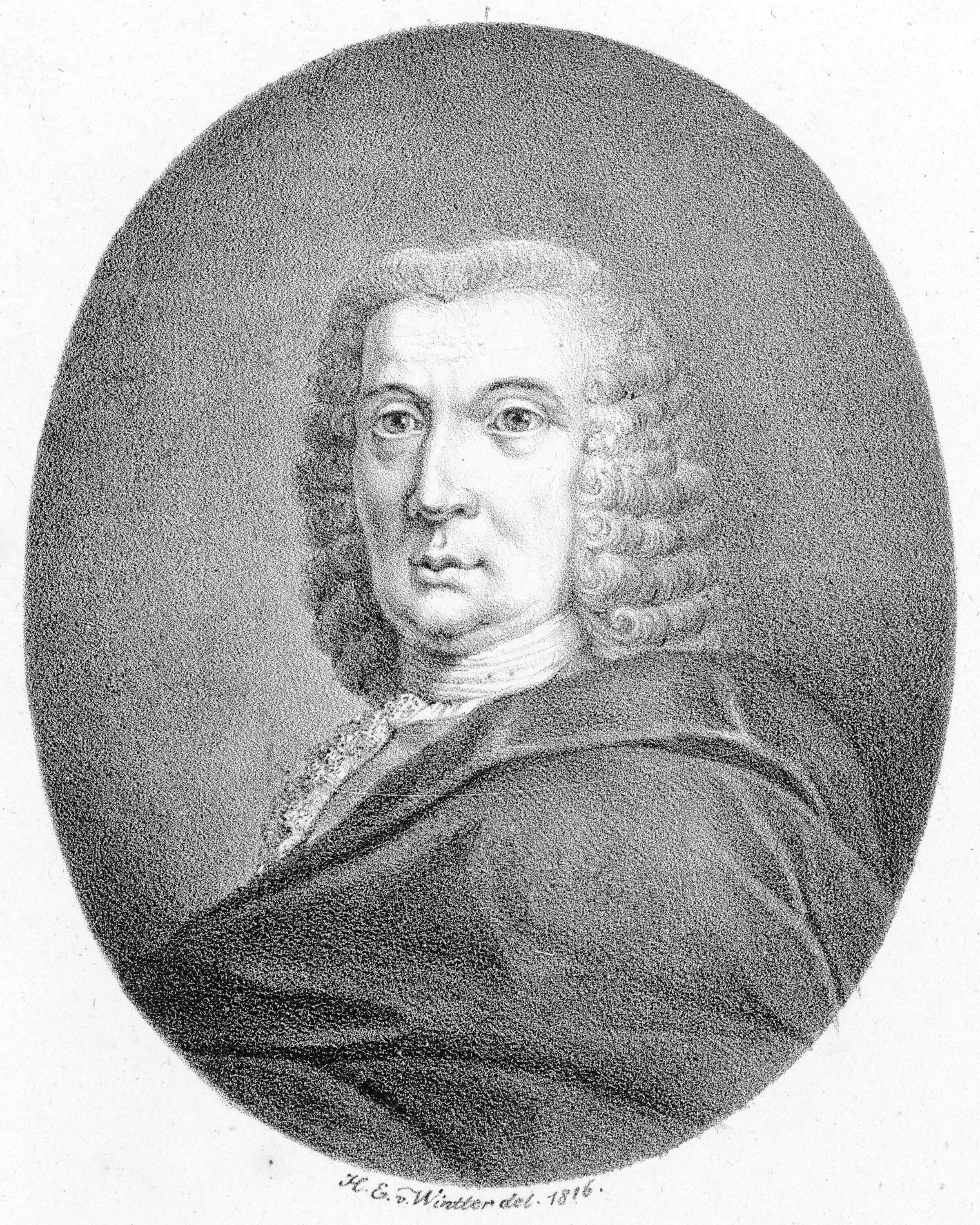
Giovanni Porta

Giovanni Porta (Venecia?, c. de 1675 - Múnich, 21 de junio de 1755) fue un compositor italiano de ópera.
Fue uno de los expertos de la ópera de comienzos del siglo XVIII y uno de los músicos líderes veneciano. Porta hizo su camino desde Roma por Vicenza y Verona hasta Londres, donde su ópera Numitore fue presentada en 1720, y finalmente de vuelta a Venecia, Florencia donde en 1726 presentó su ópera  Siroe, re di Persia, Verona y finalmente Múnich, donde permaneció los últimos dieciocho años de su vida.
- Datos: Q571407
- Multimedia: Giovanni Porta / Q571407